# Abel Hermant
Abel Hermant (ur. 3 lutego 1862  w Paryżu, zm. 29 września 1950 w Chantilly) – francuski poeta, prozaik, dramaturg i eseista.   

## Twórczość
- Ermeline—1796 (1882–1890)
- Les Mépris (1883)
- M. Rabosson (l'éducation universitaire) (1884)
- La Mission de Cruchod (Jean-Baptiste) (1885)
- Le Cavalier Miserey (1887)
- Nathalie Madoré (1888)
- Amour de tête (1890)
- Cœurs à part (1890)
- Les Confidences d'une aïeule (1893)
- Le Disciple aimé (1895)
- Le Frisson de Paris (1895)
- La Meute (1896)
- Les Transatlantiques (1897)
- Le Faubourg (1899)
- Sylvie ou la Curieuse d'amour (1890)
- Confession d'un homme d'aujourd'hui (1901–1929)
- L'Archiduc Paul (1902)
- L'Esbroufe (1904)
- La Belle Madame Héber (1905)
- Chaîne anglaise (1906)
- Monsieur de Courpière (1907)
- Les Affranchis (1908)
- Mémoires pour servir à l'histoire de la société. Chronique du cadet de Coutras (1909)
- Le Premier Pas (1910)
- La fameuse comédienne (1913)
- Madame (1914)
- Histoire amoureuse de Fanfan (1917)
- Le crépuscule tragique (1921)
- Le Cycle de Lord Chelsea (1923)
- Xavier ou Les entretiens sur la grammaire française (1923)
- Les Fortunes de Ludmilla (1924)
- Les Confidences d'une biche (1924)
- Les noces vénitiennes (1924)
- Camille aux cheveux courts (1927)
- Le Nouvel Anacharsis. Promenade au jardin des lettres grecques (1928)
- Affaires de cœur (1934)
- Poppée, l'Amante de l'Antéchrist (1935)
- Une vie, trois guerres—Témoignages et souvenirs (1943)
- Le Treizième Cahier: rêveries et souvenirs d'un philosophe proscrit (1949)